# NGC 7028
NGC 7028 је ознака објекта на координатама са ректансцензијом 21h 8m 15,0s и деклинацијом + 18° 28" 48'. Открио га је Алберт Март, 17. септембра 1863. Каснијим посматрањима на том положају није уочен никакав астрономски објекат.